# Tulipa planifolia
Espèce
Synonymes
- Tulipa acuminata Vahl ex Hornem.[2]
- Tulipa acutiflora DC. ex Baker[3]
- Tulipa armena f. galatica (Freyn) Raamsd.[3]
- Tulipa baldaccii Mattei[2] [3]
- Tulipa bicolor Raf.[3]
- Tulipa billietiana Jord.[3]
- Tulipa bonarotiana Reboul[3]
- Tulipa campsopetala Delaun. ex Loisel.[2] [3]
- Tulipa connivens subsp. luteoguttata (Levier) K. Richt.[3]
- Tulipa connivens subsp. obtusata (Levier) K. Richt.[3]
- Tulipa connivens Levier[3]
- Tulipa didieri Jord.[2]
- Tulipa elegans Baker[2]
- Tulipa fransoniana Parl.[2]
- Tulipa galatica Freyn[2]
- Tulipa hortensis Gaertn.[2]
- Tulipa laciniata Fisch. ex Bellerm.[2]
- Tulipa marjolletii E.P.Perrier & Songeon[2]
- Tulipa neglecta Reboul[2]
- Tulipa passeriniana Levier[2]
- Tulipa repens Fisch. ex Sweet[2]
- Tulipa saracenica E.P.Perrier[2]
- Tulipa turcica var. media (C.Agardh ex Schult. & Schult.f.) Regel[2]
- Tulipa unguiculata Raf.[2]
- Tulipa variopicta Reboul[2]
- Tulipa × gesneriana L. (préféré par BioLib)[3]

Statut de conservation UICN

 CR  : 
En danger critique

Tulipa planifolia, la Tulipe des Sarrazins ou Tulipe à feuilles planes, est une espèce végétale de la famille des Liliacées endémique de Savoie.
Elle figure parmi les espèces dont la conservation devrait être la plus prioritaire en France. Elle fait d'ailleurs l'objet, avec six autres taxons de Tulipes savoyardes, d'un plan de conservation.
Connue initialement de seulement trois stations, elle est en danger critique d'extinction.